# Flipazy
Flipazy – białka enzymatyczne znajdujące się wewnątrz błony komórkowej, które przenoszą fosfolipidy z jednego listka dwuwarstwy lipidowej błony na drugi. Odgrywa to istotną rolę w utrzymaniu asymetrii transwersalnej błon, tj. asymetrycznego rozmieszczenia fosfolipidów w każdej z dwóch warstw danej błony. 
Energię potrzebną do działania tych białek dostarcza sprzężony proces hydrolizy ATP. W normalnych warunkach flip-flop, czyli proces przerzucenia fosfolipidu z jednej strony błony na drugą, trwa bardzo długo ze względu na amfipatyczny charakter tych lipidów i samą budowę błon. Flipazy skracają czas trwania tego procesu z kilku dni do kilku minut.